# Geoff Lees
Geoff Lees est un pilote automobile britannique né le 1er mai 1951 près de Kingsbury dans le Warwickshire. Il a participé à 12 Grands Prix de Formule 1 entre 1978 et 1982 sans jamais parvenir à terminer dans les points.

## Biographie
Lees a l'occasion de concourir en Formule 1 pour la première fois en 1978 à domicile au grand prix de Grande-Bretagne, mais il ne parvient pas à se qualifier. Il dispute une autre course en 1979 au sein de l'équipe Tyrrell Racing, avant d'obtenir l'année suivante une place de pilote régulier dans la petite écurie Shadow. La même année, il pilote à nouveau pour Ensign, et à une occasion tente de se qualifier sans succès au volant d'une Williams pour le compte de RAM Racing. Le 7 février 1981, il participe au grand prix non comptabilisé pour le championnat du monde de Kyalami pour Theodore Racing, sortant de la piste en raison d'une suspension cassée. Cette même année, il termine premier au classement général du championnat d'Europe de Formule 2, mais ne parvient pas à trouver un engagement dans la catégorie majeure. L'année suivante, il ne peut disputer que des courses de remplacement (1 pour Theodore Racing et une pour Lotus).

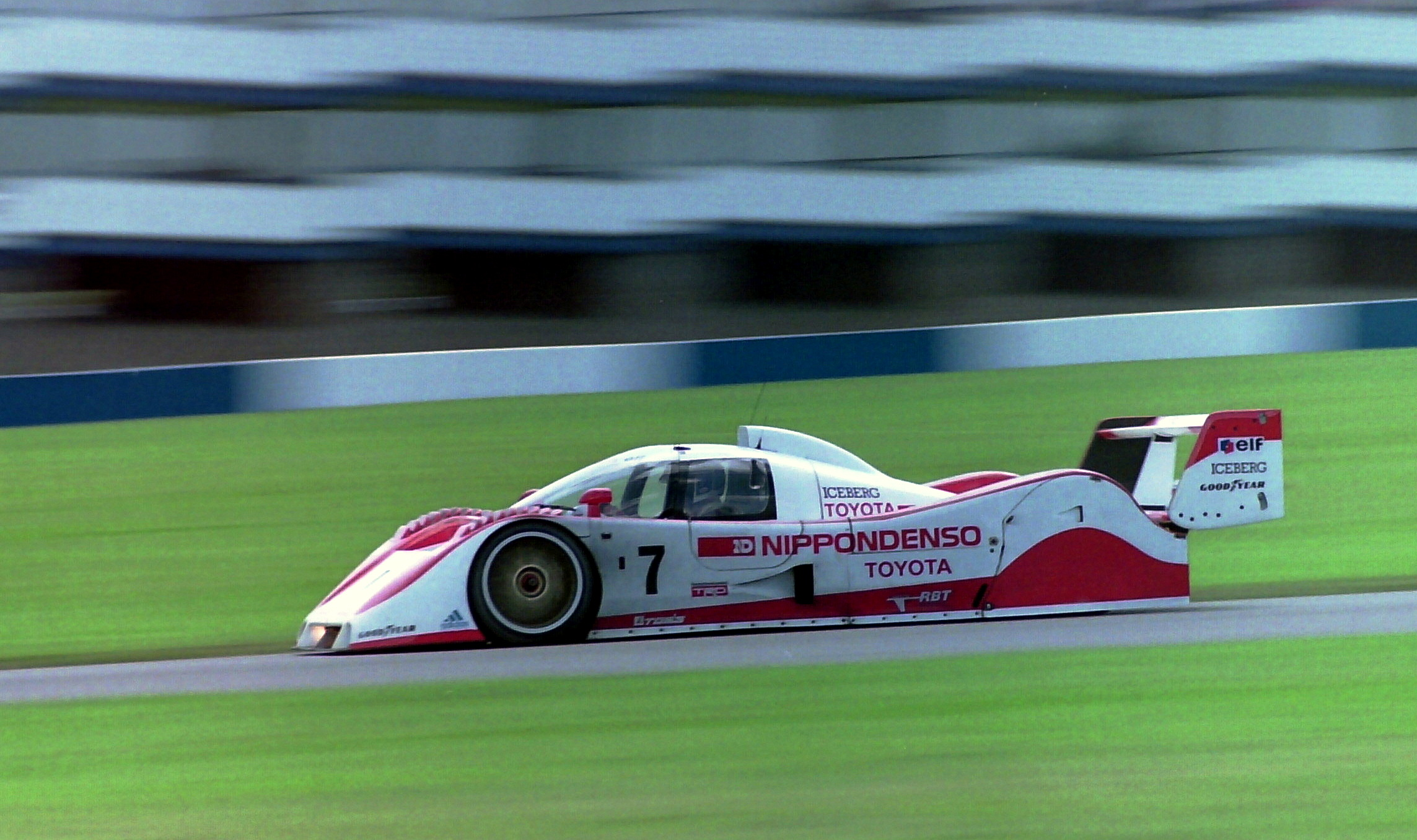
Toyota TS010 de Geoff Lees et David Brabham à Donington en 1992.

Sa carrière en Formule 1 semblant vouée à ne plus lui permettre que de concourir épisodiquement au volant de modèles peu compétitifs, Geoff Lees décide de tenter sa chance au Japon. Il y devient l'un des acteurs majeurs de la scène locale de la compétition automobile, remportant notamment le championnat de Formule 2 en 1983.
Geoof Lees a par ailleurs participé à plusieurs reprises aux 24 Heures du Mans.

## Palmarès
- Vainqueur du Formule Ford Festival en 1975
- Vainqueur du Grand Prix de Macao en 1979 et 1980
- Champion d'Europe de Formule 2 en 1981
- Champion du Japon de Formule 2 en 1983
- Vainqueur du Championnat GTR Euroseries en 1998 avec Thomas Bscher
- Vainqueur du Championnat du Japon de Sport-Prototypes en 1992 avec Jan Lammers

## Résultats en championnat du monde de formule 1
| Saison | Écurie                                                   | Châssis                       | Moteur      | Pneus    | GP disputés | Points inscrits | Classement |
| ------ | -------------------------------------------------------- | ----------------------------- | ----------- | -------- | ----------- | --------------- | ---------- |
| 1978   | Ensign                                                   | N177                          | Cosworth V8 | Goodyear | 0 (1 nq)    | 0               | n.c.       |
| 1979   | Candy Tyrrell Team                                       | 009                           | Cosworth V8 | Goodyear | 1           | 0               | n.c.       |
| 1980   | Shadow Cars Unipart Racing Team RAM/Rainbow Jeans Racing | DN11 DN12 N180 Williams FW07B | Cosworth V8 | Goodyear | 2           | 0               | n.c.       |
| 1982   | Theodore Racing Team John Player Team Lotus              | TY 01 TY 02 87B 91            | Cosworth V8 | Goodyear | 2           | 0               | n.c.       |